# Selecta (éditeur)
Pour les articles homonymes, voir Selecta.

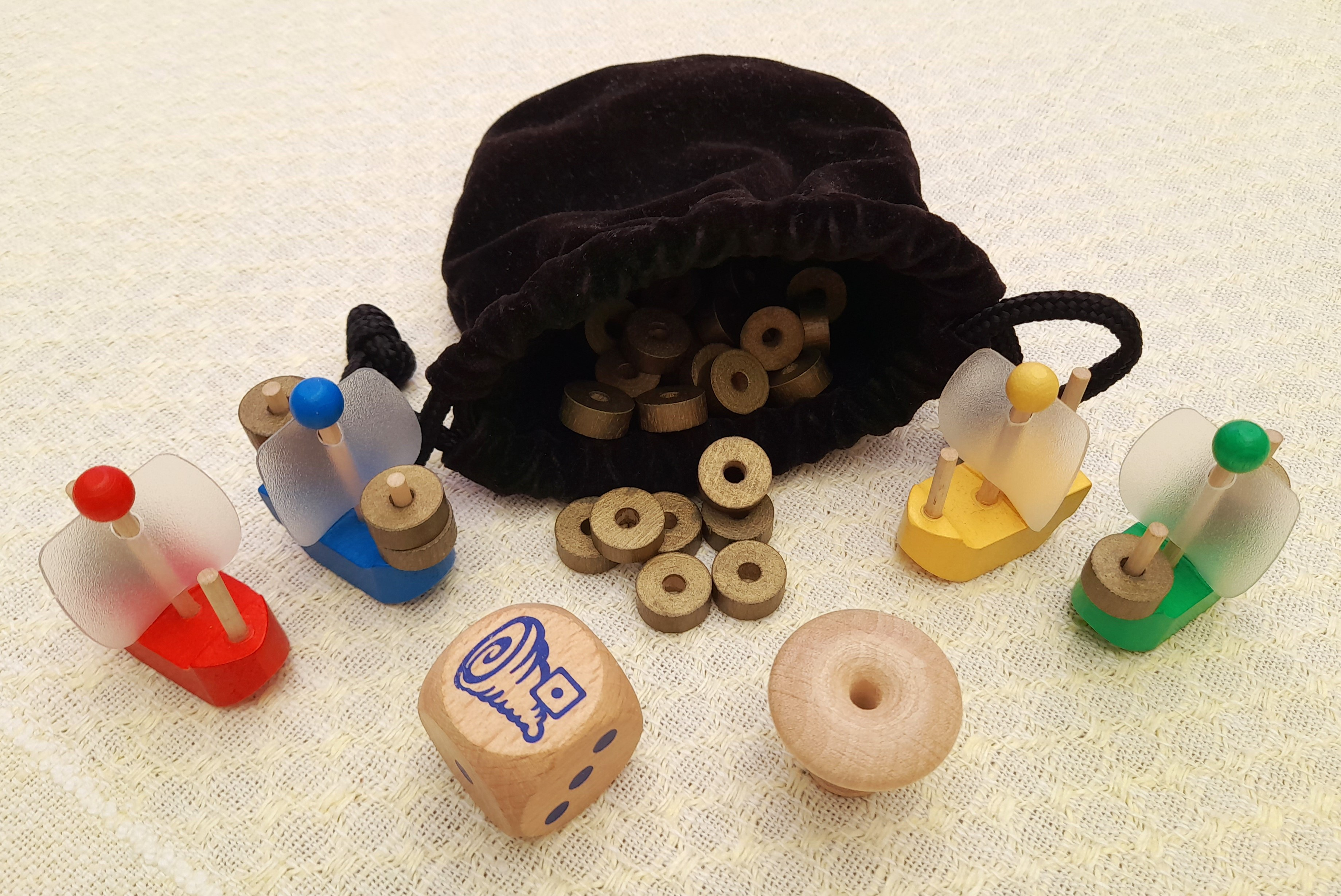
jeu de société Selecta

Selecta ou Selecta Spielzeug est un éditeur de jeux de société et de jeux de construction fondé en 1969 par Günther Menzel et basé à Edling, en Allemagne et spécialisé dans les jeux et jouets pour enfants. Les jeux de société sont souvent multilingues. Schmidt Spiele a racheté Selecta en 2017

## Quelques jeux édités
- Le bal masqué des coccinelles, 2002, Peter-Paul Joopen, Kinderspiel des Jahres  2002
- Viva Topo!, 2003, Manfred Ludwig, Japan Boardgame Prize  enfants 2003, Kinderspiel des Jahres  2003
- Mago Magino, 2004, Reiner Knizia, Japan Boardgame Prize  enfants 2005
- Mare Polare, 2004, Roberto Fraga